# Hav
För andra betydelser, se Hav (olika betydelser).

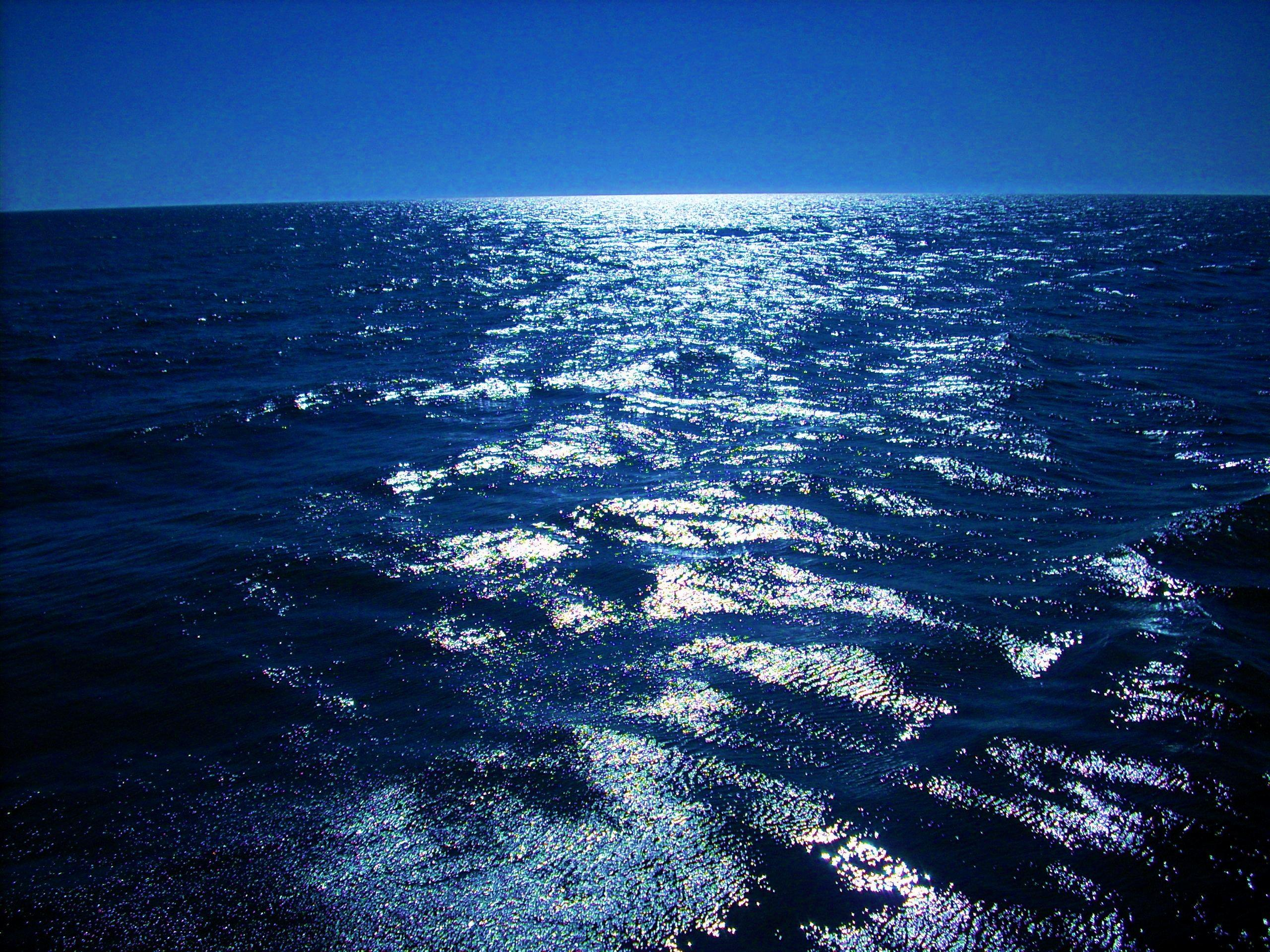
Hav

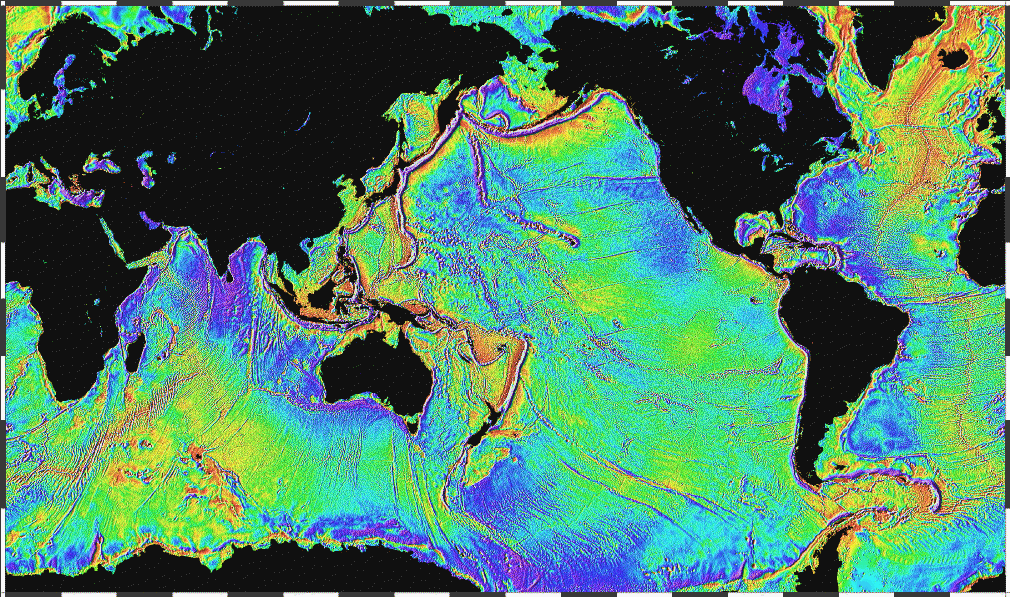
Karta som visar havsdjup i världshaven. Satelliter har kartlagt berg och gravar på havsbotten större än tio kilometer genom att registrera gravitationell distorsion på havsytan.
Karta: NOAA, 1995. (PD)

Hav är det sammanhängande vattenområde som avskiljer jordens kontinenter, eller någon del av detta område. Haven täcker cirka 70 procent av jordens yta och består av omkring 1,368 miljarder kubikkilometer vatten. Medeldjupet i haven är omkring 3729 meter; omkring 90 procent av haven utgörs av djuphav. Det största djupet är Challengerdjupet i Marianergraven som når cirka 11 034 meter under havsytan. Salthalten i världshaven är relativt konstant, 3,5 procent.
Ofta talar man om de större haven som världshav eller oceaner. Dessa oceaner uppdelas dock ofta i mindre bihav, som kan indelas i medelhav och randhav. Två exempel på bihav är Östersjön, som är ett medelhav, och Arabiska havet, som är ett randhav. Andra hav kallas bara bukter eller vikar, till exempel Bengaliska viken.
Havens form påverkas av kontinenternas rörelser (plattektoniken) och förändras i takt med att spridningszoner på havsbottnen ökar havens yta, eller kollisionszoner pressar haven samman och minskar deras yta. Hav som en gång funnits på jorden, men som i dag inte finns i samma form kallas för paleohav, till exempel Iapetushavet och Panthalassa.
Livet på jorden tros av en del ha börjat i haven, som i dag rymmer en stor artrikedom – från cyanobakterier till blåvalen, den största nu levande djurarten. Det är tillgången på vatten som varit förutsättningen för liv på jorden och än i dag lever omkring 40 procent av jordens befolkning i närheten av havet.

## Havens ursprung
Det finns flera teorier som försöker förklara hur jordens hav först uppstod. De flesta argumenterar för två eller tre ursprungliga källor men tillmäter dessa källor olika betydelse. En av källorna ska vara vatten som frigjorts ur jordens inre i form av ånga som först bildat atmosfären för att sedan producera stora mängder regn. En annan källa ska vara de stora antal meteoriter som träffade det unga jordklotet och som bidragit till mängden vatten på jorden. Ytterligare en källa kan vara en förmodad ring av is som omgivit jorden, ungefär som Saturnus ringar, och som jordens gravitation dragit ned i atmosfären.

## Havets egenskaper

### Ljud
Ljud leds bättre i havsvatten än i luft vilket gör att ljudet i haven färdas fyra gånger snabbare, omkring 1500 m/s. Detta i sin tur gör att ljudet kan färdas mycket längre sträckor i haven, något som till exempel valar utnyttjar för att kommunicera med varandra över avstånd på hundratals kilometer.
Temperatur och tryck avgör ljudets hastighet. I haven minskar temperaturen med djupet, vilket först gör att ljudets hastighet minskar, samtidigt som trycket ökar, vilket gör att ljudets hastighet ökar från och med omkring 1000 meters djup. På detta djup "fångas" ljudet genom att signalerna bryts mot över- och underliggande lager. Man kallar lagret för SOFAR-kanalen ("Sound Fixing and Ranging").

### Ljus

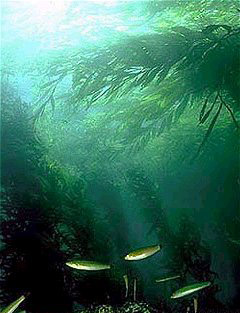
Ljuset är livsviktigt för tång, och indirekt för fiskar genom plankton.

Solljuset värmer de ytliga havslagren och är där helt avgörande för livet i haven. På större djup har solljuset absorberats — röda våglängder redan på 15–20 meters djup, blå på omkring 100 meters djup — och under 200 meter är haven i princip helt mörka. Totalt är endast två procent av havets volym belyst och detta gör att växtplankton, som står för fotosyntesen i haven, bara lever i de ytliga lagren vilket i sin tur påverkar resten av livet i haven. Många djur som lever i djuphavet kan dock generera eget ljus.

### Temperatur
Temperaturen i de ytliga havslagren varierar starkt på olika breddgrader. I tropiska vatten ligger temperaturen i ytlagren vid 27–28 °C medan vattnet nära polerna håller sig nära fryspunkten sommar som vinter. I djuphavet är dock variationerna små. Under 1000 meter är temperaturen omkring 4 °C men i polartrakterna ligger bottentemperaturen mycket nära fryspunkten.

### Tryck
Trycket i haven mäts i bar (Newton/m²). Vid havsytan är trycket omkring 1 bar för att sedan öka på djupet med en bar per 10 meter. På 1000 meters djup är alltså trycket 101 gånger trycket på jordytan. Djur som lever under denna nivå har ofta geléartade kroppar.

### Dynamik

#### Vågor
Huvudartiklar: Havsvåg, vindvågor

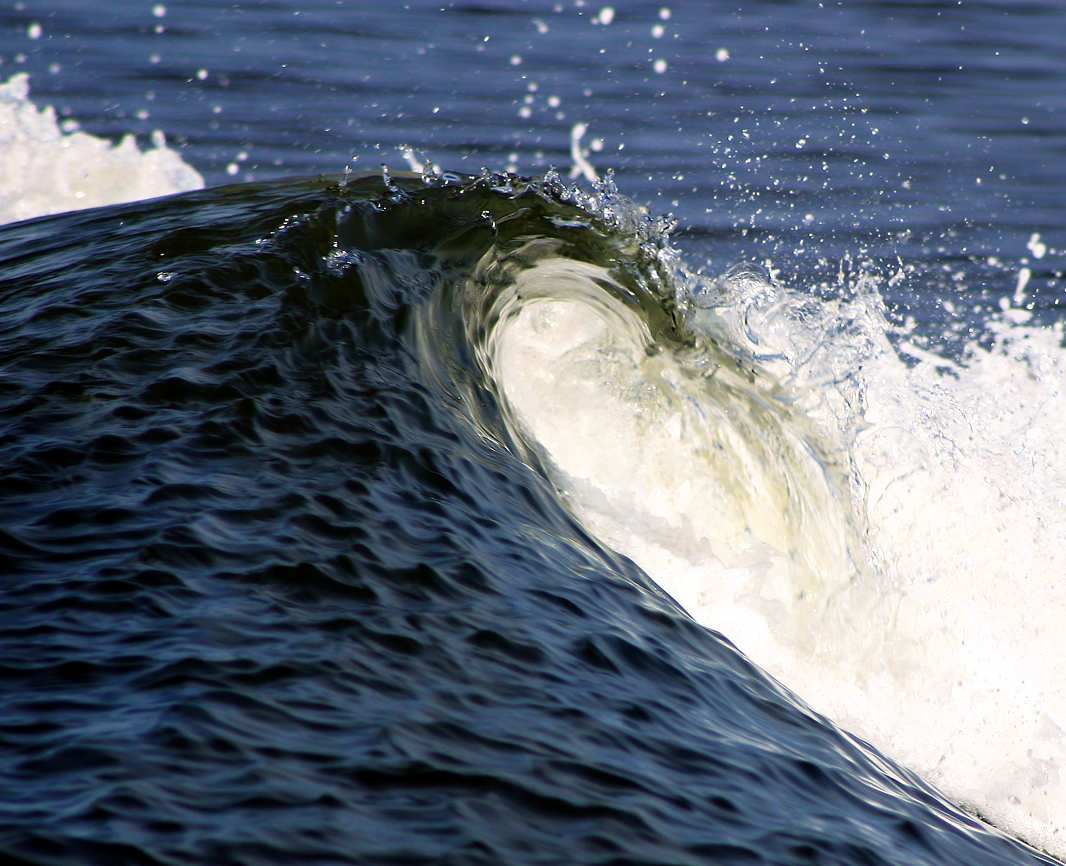
En våg bryts

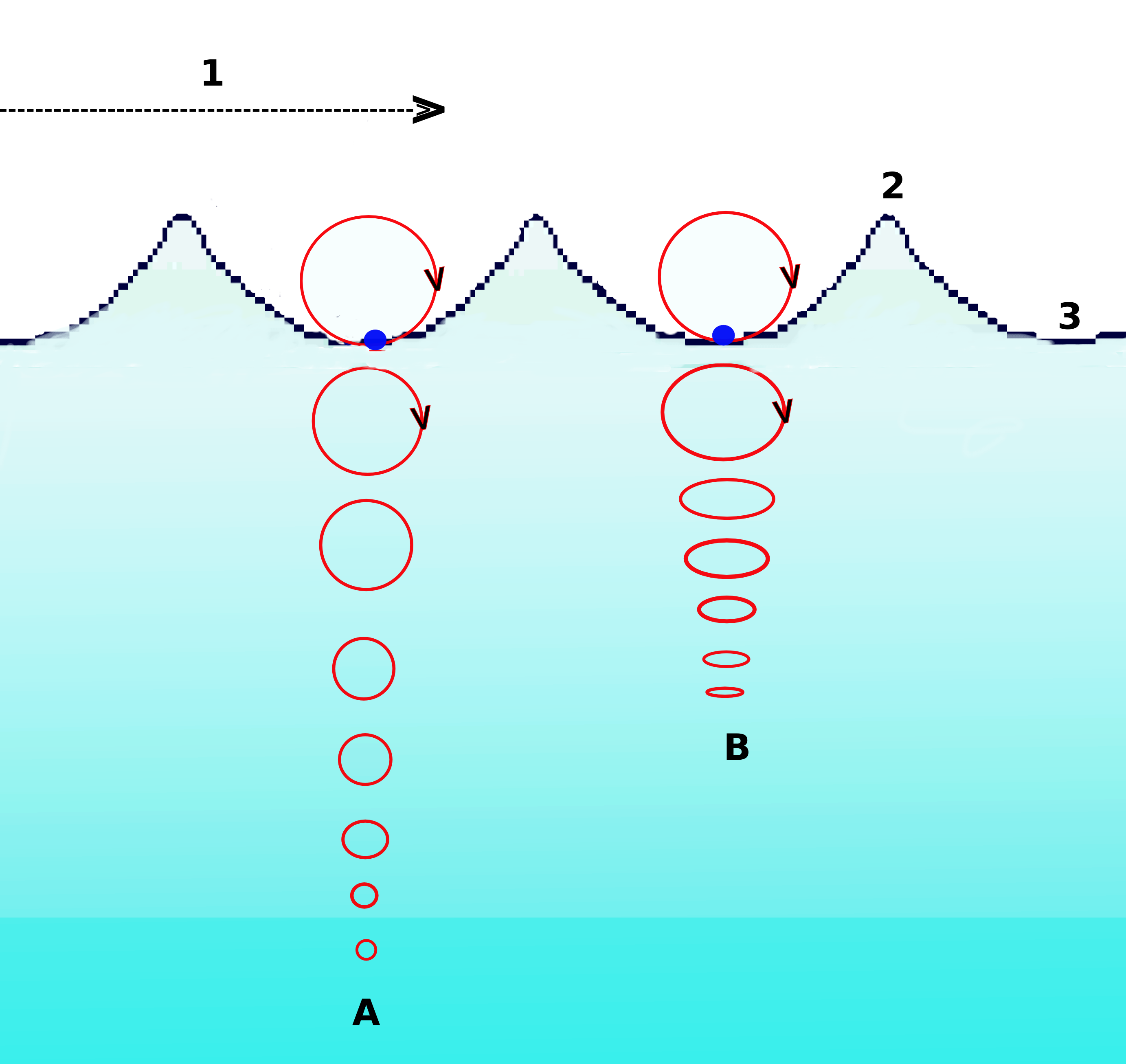
Vattenpartiklarnas rörelser i havsvågor.

Havsvågor är mekaniska vågor som fortplantar sig längs med havsytan. Inget vatten "följer" vågorna. Det enda som transporteras med vågorna över havsytan är energi. När vågorna når land frigörs denna energi.
Vågornas tillbakahållande kraft är gravitationen. När vinden blåser gör tryck och friktion att havsytans balans rubbas och energi från luften överförs till vattnet. På djupt vatten rör sig vattenpartiklarna i cirkulära rörelser, det vill säga en kombination av longitudinella ("fram och tillbaka") och transversala ("upp och ned") rörelser. På grunt vatten, där djupet är mindre än halva våglängden, rör sig partiklarna i ellipsoida banor.

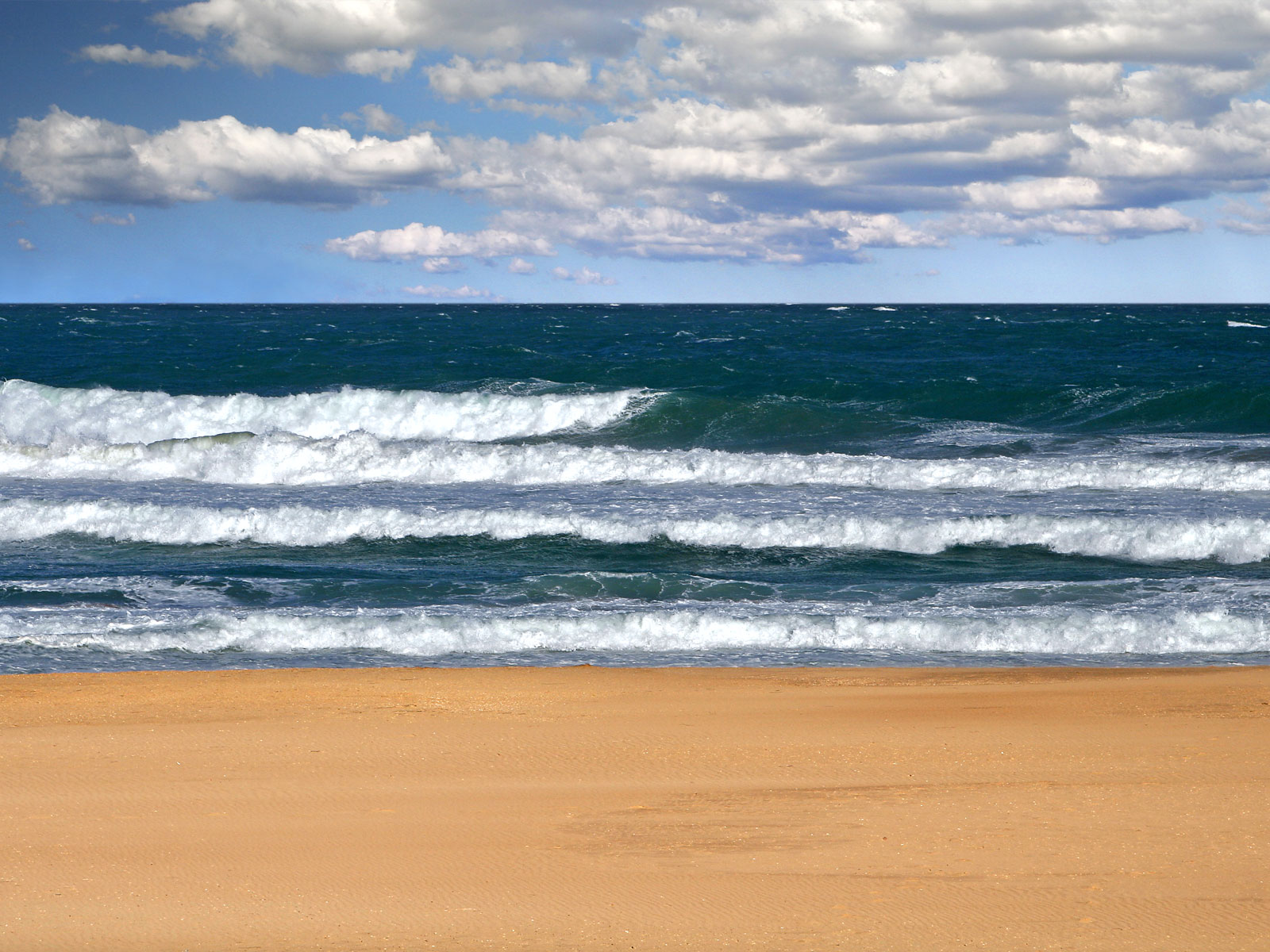
Dyningar vid Ninety Mile Beach i Nya Zeeland.
Foto: GFDL.

Tre faktorer spelar in då vågor bildas: (1) Vindens hastighet, (2) hur lång tid vinden har blåst över ett vattenområde, och (3) längden på den sträcka som vinden blåst över. Ju högre värden på respektive faktor desto högre vågor.
Vågor mäts efter höjd (vågdal till vågtopp), längd (mellan vågtopparna), lutning (vinkel mellan topp och dal) och periodicitet (tid mellan två vågtoppar).
I de områden där vågor bildas blir havsytan kaotisk, ofta med höga vågor. Om vågorna fortplantat sig en längre sträcka rör de sig i typiska regelbundna mönster, som ofta mot en havsstrand, kallade dyningar.
Extrema vågor
- Tsunami
- Tidvattenvåg

#### Strömmar

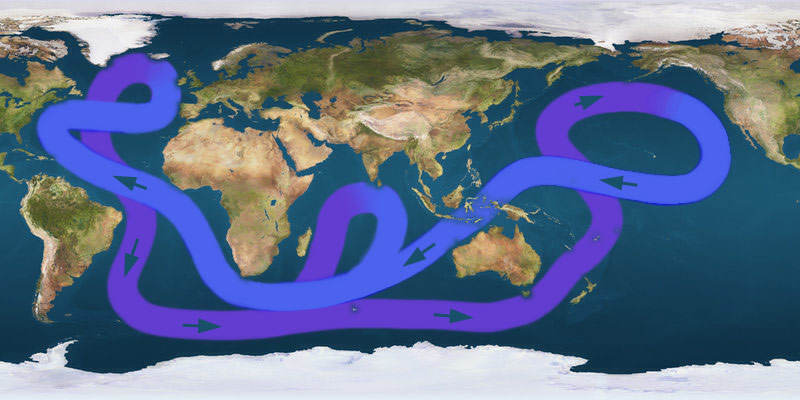
Förenklad bild av den termohalina cirkulationen i världshaven. Kalla djuphavsströmmar med hög salthalt rör sig åt öster (mörkblått) och ytliga havsströmmar med lägre salthalt åt väster (ljusblått).

I haven förekommer flera typer av havsströmmar: De ytliga, snabba strömmarna som drivs av vinden; de djupa mycket långsamma strömmarna som drivs av densitetsskillnader mellan olika havsregioner; och den vertikala transporten mellan de två tidigare.
Ytcirkulationen drivs av vinden. Corioliseffekten gör att strömmarna drivs medurs på norra halvklotet och moturs på södra halvklotet. Tillsammans med Corioliseffekten gör den så kallade Ekmanspiralen att de vinddrivna havsströmmarna flödar i rät vinkel mot vinden.
Djupa havsströmmar drivs av skillnader i temperatur och densitet. Strömmarna på havsslätterna, den termohalina cirkulationen, drivs av små skillnader i havets densitet. Strömmarna under havsytan kallas undervattensfloder.
En vertikal utväxling förekommer i havsregioner med nedvällning, vid oceanernas östra kuster, respektive uppvällning, vid oceanernas västra kuster.

### Salthalt

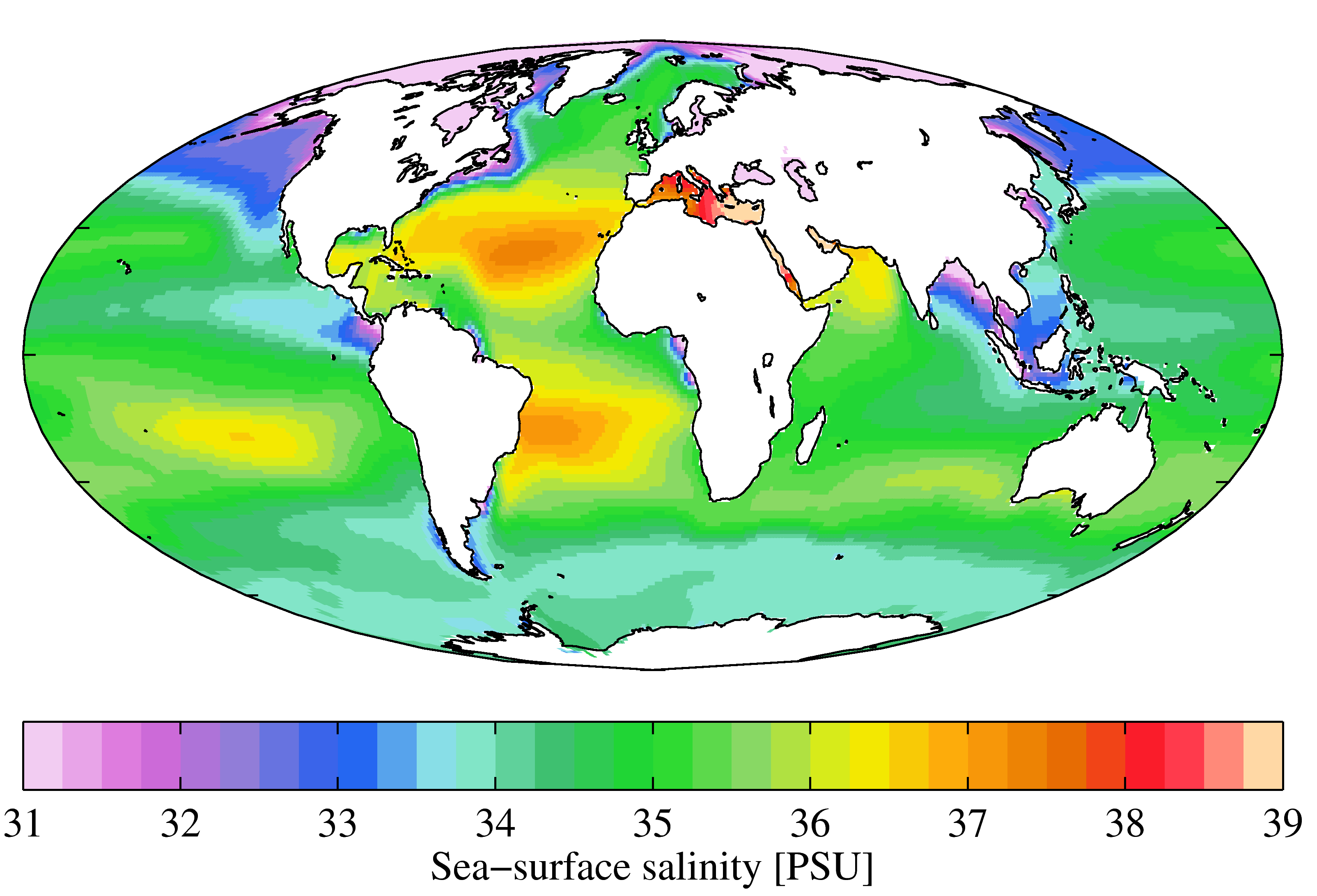
Salinitet för ytvatten i världshav. Data från World Ocean Atlas

Havsvatten består av saltvatten med en genomsnittlig saltkoncentration av 31 till 38 gram per liter (3,1 till 3,8 %). Koncentrationen av havssalt varierar mycket lite ute på öppet hav men påverkas av flodmynningar och liknande nära kusterna. I innanhav som exempelvis Östersjön är saltkoncentrationen endast 5–10 gram per liter. Bottenviken och det inre av Finska viken har ännu lägre halt och de danska sunden upp till 20 gram per liter ytvatten.
Salthalten hav sinsemellan skiljer dock ganska markant. Till exempel är Medelhavet betydligt saltare än Atlanten.
På stora djup har vattnet något högre salthalt och densitet. Saltets sammansättning är praktiskt taget konstant; kalciumkarbonat 2,5 %, kaliumsulfat 3,6 %, magnesiumsulfat 4,7 %, magnesiumklorid 10,8 % (tumregel: mängden magnesiumklorid motsvarar summan av de föregående, det vill säga 2,5+3,6+4,7) och natriumklorid 77,7 % vilket i stort sett är resten. Hur har havsvattnet fått just denna blandning av salter? Den vanliga teorin är att salterna har lösts ut ur marken av de vattendrag som så småningom når havet. Halterna ökar långsamt över tid, eftersom avdunstningen återför det rena vattnet till landområdena, medan de lösta salterna blir kvar i havet. (Se Vattnets kretslopp!) Sir Edmond Halley föreslog denna förklaring redan år 1715.
Halleys teori var delvis korrekt. Ett problem är att proportionerna av de ingående jonerna i havet inte alls stämmer överens med dem som vi finner i sjö- och flodvatten. En stor del av natrium- och kloridjonerna i havet anses ha kommit dit från havsbottnen och från vulkaniska källor redan när haven bildades. Dessutom har löst natriumklorid en mycket längre "livstid" än salter av kalcium och magnesium, vilka tenderar att fällas ut mycket snabbare och bilda sediment.

## Forskning
Läran om haven kallas oceanografi. Läran om livet i haven kallas för marinbiologi. Läran om geologin på havens botten kallas för maringeologi.

## Ekosystem

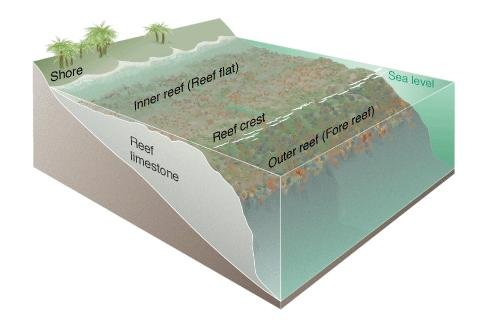
Korallrev, schematisk illustration.
Illustration: NSGS.

Haven delas upp i flera ekosystem. En horisontell uppdelning görs mellan den neristiska zonen ovanför kontinentalsocklarna och den oceaniska zonen över oceansocklarna. Vertikalt kan havet uppdelas i pelagialen, "den fria vattenpelaren", som utgör större delen av havets vattenmassa och som i sin tur uppdelas i olika zoner med skilda ljus-, temperatur- och tryckförhållanden. Havsbotten utgör en egen zon som kallas bentalen.
Havsytan bortom kusterna utgör ett eget habitat för både djur och växter. De organismer som är bundna till havets yta kallas neuston och omfattar så väl mycket små organismer som flagellater till sargassotång som kan bilda kilometerlånga mattor som i sig utgör ett eget ekosystem med flera unika arter. Arter som delvis lever över vattenytan, till exempel blåsmaneten (Physalia physalis) och violsnäckan (Glaucus atlanticus), kallas pleuston.

### Pelagiska zonen

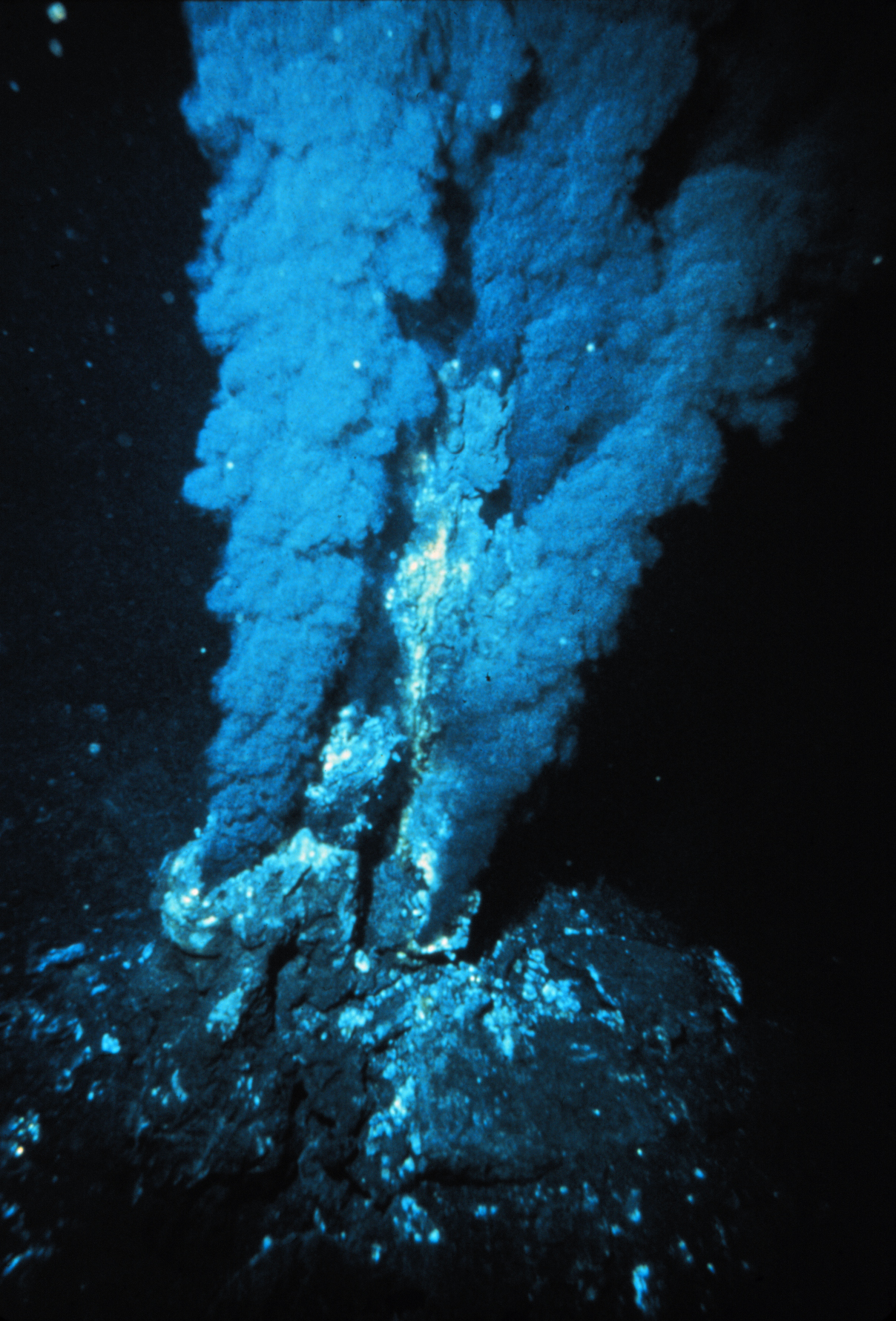
En så kallad "Black smoker" i Atlanten. Även på de största djupen gör hydrotermiska källor att maskar, musslor, räkor och krabbor kan leva där.
Foto: NOAA. (PD)

Pelagiska zonen (pelagialen eller ”vattenpelaren”) kallas den del av haven som inte har direkt kontakt med kuster eller havsbotten. Pelagialen utgör den största delen av haven och står för 95 procent av havets mikroskopiska primärproduktion — växt- och djurplanktion som flagellater och maneter.
Vertikalt kan den pelagiska zonen uppdelas i flera underzoner:
- Epipelagiska zonen (0–200 meter) — Den zon som nås av solljuset och därför den zon där de flesta av havens växt- och djurarter lever. Denna zon utgör bara 2 procent av havets volym. Vid kusterna minskar den epipelagiska zonen på grund av partiklar i vattnet och näringsrika kallvattenströmmar från havets botten.[9][9][11]
- Mesopelagiska zonen (200–1000 meter) — "Skymningszonen" där haven övergår till kompakt mörker. Det ljus som når hit räcker inte för fotosyntes men de flesta djur här är beroende av synen. De lever av byten och nedfallsprodukter från den epilagiska zonen.[11]
- Batypelagiska zonen (1000–4000 meter) — hit når inget solljus alls och inga växter kan överleva här. De flesta djurarter lever av nedfallande rester av djur och växter (detritus) från överliggande zoner. Flera arter är bioluminiscenta och här lever jättebläckfiskar som jagas av kaskeloter. Under 2000 meter kallas havet för djuphavet.[9][11]
- Abyssopelagiska zonen (4000–över havsbotten) — hit ned når inget solljus alls och de flesta arter som lever här är blinda och färglösa.[11]
- Hadopelagiska zonen (det fria vattnet i djuphavsgravarna, ned till 10 000 meter) — en knapphändigt utforskad zon som fortfarande är i princip helt okänd. Trots en temperatur på några enstaka grader lever häpnadsväckande många barofila och extremofila arter här. Andra arter har anpassat sig till ett liv vid hydrotermiska källor.[11]

### Bentiska zonen

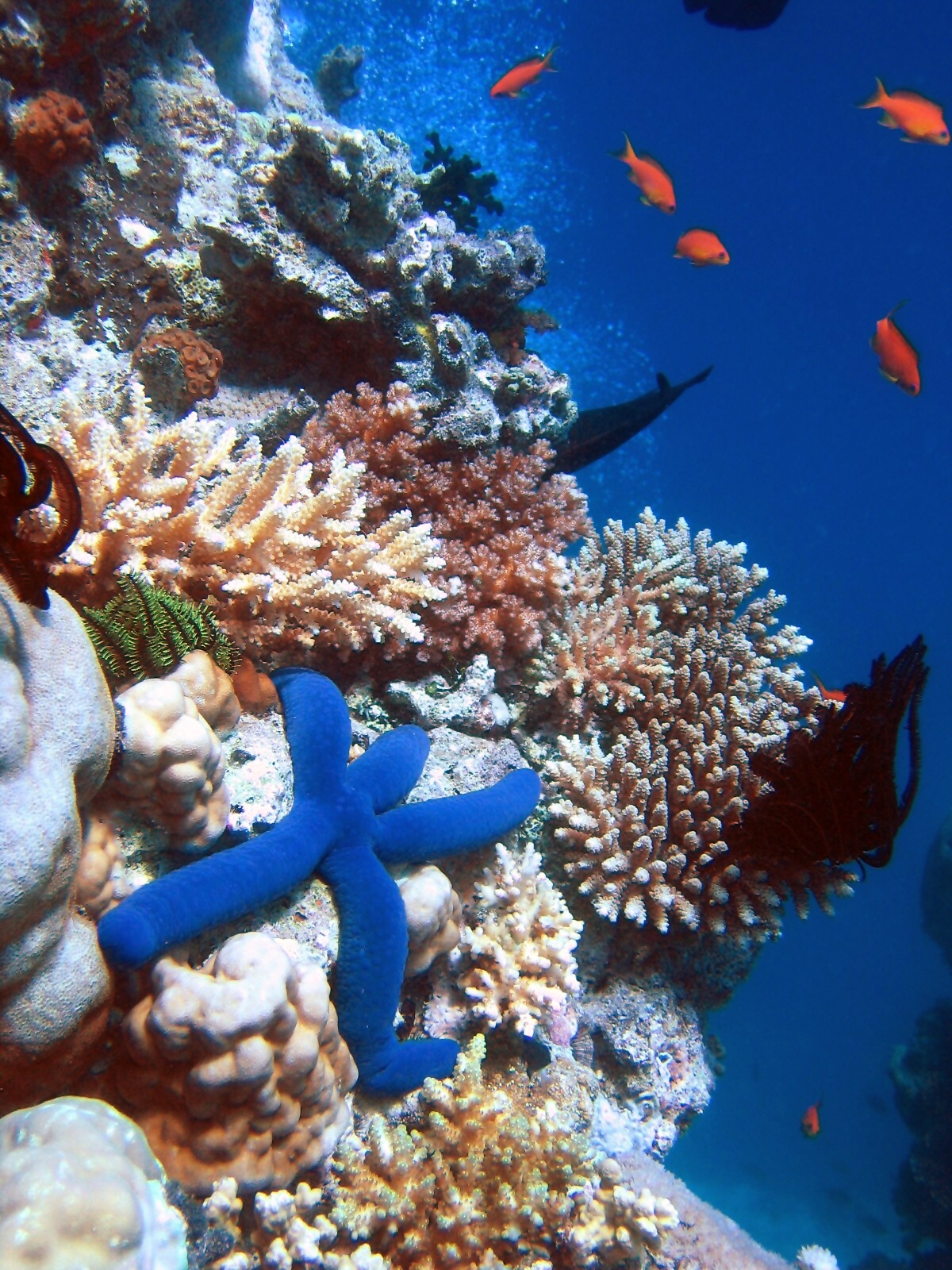
Exempel på den biologiska mångfald som omger korallreven.

Bentiska zonen (bentalen, bentos) är den zon som omfattas av havsbotten. Växter i denna zon kallas fytobentos och djuren för zoobentos.
Zonen uppdelas i hårdbottnar, till exempel klippor och korallrev, respektive mjukbottnar, sedimentlager av till exempel sand och lera. Omkring 80 procent av faunan i den bentiska zonen lever på hårdbotten som också hyser fyra gånger fler arter än mjukbotten.

### Kuster
Längs med kusterna brukar hårdbotten uppdelas i zoner med olika grad av luftexponering: 
- Tidvattenzon eller litoralzon (litoral), som ligger mellan hög- och lågvattenstånden.
- Supralitoralzonen (supralitoral), den så kallade "stänkzonen" eller "svarta bältet" där bland annat svartbältsbakterier lever.
- Sublitoralzonen (sublitoral), zonen under litoralzonen där bland annat sågtång som inte tål långa perioder av uttorkning lever.
- Längs med Sveriges kuster finns dessutom ovanför supralitoralen ett kalt bälte där ingenting växer. Detta bälte saknas längs tidvattenkuster.

Kuster är de områden där havet möter land.

## Flora och fauna
Havet bebos av bland annat fiskar, vattenlevande däggdjur och plankton. Se marinbiologi.

### Fauna
Livet i havet utgår från plankton, de organismer som i allmänhet passivt driver med havets strömmar. Plankton brukar uppdelas i växt- och djurplankton, men många arter är mixotrofa och har både klorofyll och kan bidra med fotosyntes samtidigt som de kan inta fast föda. Plankton som under hela sin livscykel uppehåller sig i pelagialen kallas holoplankton medan de som bara tillbringar en fas av sina liv där (som till exempel larver) kallas meroplankton.
Djur som aktivt kan förflytta sig genom att simma kallas nektoner, en mycket heterogen grupp som bland annat omfattar valar, sköldpaddor, bläckfiskar och fiskar. De arter som lever vid havsytan kallas pleustoner eller neustoner, till exempel Maneter.
Den bentiska faunan uppdelas i epifauna, de djur som lever på botten, och infauna, de djur som lever under havsbotten. Samma fauna kan också delas upp efter hur arterna fångar sin föda:
- Herbivorer som betar på havsbotten. Till exempel: strandsnäcka, ledsnäcka, skålsnäcka, tånggråsugga.
- Aktiva eller passiva suspensionsätare som filtrerar vattnet. Till exempel havstulpaner, sjöpungar, läderkoraller, blåmussla, hydroider och svampdjur.
- Depositionsätare som lever av nedfallande material. Till exempel sandmask, östersjömussla, slammärla, hjärtsjöborre.
- Predatorer som lever på andra djur. Till exempel sjöstjärna, nätsnäcka, strandkrabba, havsanemoner, havsborstmask, plattfisk och vadarfågel.[12]
- Alger

### Flora
I världshaven finns färre arter än på land, vilket beror på att insekterna, som utgör en majoritet av alla arter, inte koloniserat haven. Men av de 33 fylum (djurstammar) på jorden återfinns 32 i haven varav hälften endast finns i haven.

## Samhällsaspekter

### Lagar för haven
Förenta nationernas havsrättskonvention (engelska: United Nations Conference on the Law of the Sea, UNCLOS), är den internationella konvention som trädde i kraft 1994 och som var resultatet av den havsrättskonferens som pågick mellan 1973 och 1982. Konventionen reglerar nationernas rättigheter och skyldigheter vid dess nyttjande av haven, med riktlinjer för affärer, miljön och havens naturresurser.

### Kultur
I antikens Grekland var Poseidon havsgud; i Rom Neptunus.